# Liste des épisodes de Marvel Team-Up
Pour un article plus général, voir Liste des épisodes de Spider-Man.
La liste des épisodes de Marvel Team-Up est une liste de comic books autour du personnage de Spider-Man.
| Numéro | Titre                                                                                    | Date de publication                          |
| --- | ---------------------------------------------------------------------------------------- | -------------------------------------------- |
| |                                                                                          |                                              |
| 1 | Un grain d'Homme-Sable dans les rouages (Have yourself a Sandman little Christmas)       | Mars 1972                                    |
| La veille de Noël, l'Homme-Sable apparaît brusquement sur une plage ce qui terrorise les baigneurs. Spider-Man intervient et en le poursuivant croise la Torche qui lui propose son aide. Capturés par l'Homme-Sable, ils s'aperçoivent qu'il leur a laissé un moyen de s'enfuir. Ils le rattrapent pour s'apercevoir qu'il se rendait chez sa mère pour fêter Noël. Spider-Man et la Torche décident de le laisser libre. |                                                                                          |                                              |
| Remarques |                                                                                          |                                              |
| |                                                                                          |                                              |
| 2 | ...Plus Spider-Man font quatre ! (And Spidey makes four !)                               | Mai 1972                                     |
| Sous le contrôle du Sorcier, Spider-Man s'en prend à la Torche afin de permettre au Sorcier et à ses acolytes de pénétrer dans le Baxter Building. Grâce aux machines inventées par Red Richards, le Sorcier veut capter l'énergie de la zone négative. Malheureusement, sa manœuvre permet à Annihilus de pénétrer dans notre dimension. La Torche parvient à faire entendre raison à Spider-Man et ensemble ils battent le Sorcier, l'Homme-Sable et le Piégeur et renvoient Annihilus dans sa dimension. |                                                                                          |                                              |
| Remarques | Première apparition du Piégeur et Annihilus.                                             | Première apparition du Piégeur et Annihilus. |
| |                                                                                          |                                              |
| 3 | Puissance de drainage (The power to purge)                                               | Juillet 1972                                 |
| Alors que la fiancée de Morbius vient demander de l'aide aux Quatre Fantastiques, celui-ci transforme en vampire Jefferson Bolt, un petit malfrat. La Torche se rend chez le Pr Hans Jorgenson, un brillant hématologue. Il y est rejoint par Spider-Man qui ne sent pas bien depuis qu'il a été soigné avec le sang de Morbius. Peu après, Morbius attaque un passant mais Spider-Man et la Torche interviennent. Jefferson Bolt se porte au secours de Morbius mais se retourne contre lui lorsqu'il attaque son frère. Avant de s'enfuir, Morbius le repousse et le tue. |                                                                                          |                                              |
| Remarques |                                                                                          |                                              |
| |                                                                                          |                                              |
| 4 | Soudain... Les X-Men (And then...The X-Men)                                              | Septembre 1972                               |
| De plus en plus malade, Spider-Man se rend chez le Pr Jorgenson mais celui-ci a été enlevé par Morbius. Spider-Man est soupçonné du rapt du professeur et le Pr Xavier charge ses X-Men de lui ramener Spider-Man. Spider-Man étant tombé dans le coma, le Pr Xavier explore son esprit pour s'apercevoir qu'il est innocent. Les X-Men parviennent à capturer Morbius et délivrer le Pr Jorgenson. Celui-ci, grâce au sang de Morbius, parvient à soigner Spider-Man. |                                                                                          |                                              |
| Remarques |                                                                                          |                                              |
| |                                                                                          |                                              |
| 5 | Passion cérébrale (A passion of the mind)                                                | Novembre 1972                                |
| En faisant sa ronde habituelle, Spider-Man aperçoit Vision qui est très malade. Pendant ce temps, le Maître des Maléfices découvre dans un vaisseau spatial qui s'est écrasé en mer un énorme robot dénommé Ballox. Il en prend le contrôle et l'utilise pour commettre des vols. Spider-Man fait passer un électroencéphalogramme à Vision et découvre qu'il possède deux schémas d'ondes mentales. Ils remontent le signal correspondant au second schéma d'ondes mentales jusqu'au Basxter Building et découvrent que celui-ci appartient à Ballox. Ils parviennent à rompre l'emprise du Maître des Maléfices sur le robot qui est ainsi désactivé. |                                                                                          |                                              |
| Remarques |                                                                                          |                                              |
| |                                                                                          |                                              |
| 6 | Ceux qui refusent de voir... (...As those who will not seel)                             | Janvier 1973                                 |
| Alors que Spider-Man reste avec le Maître des Maléfices évanoui, surgit la Chose accompagnée d'Alicia Masters. Pris de remords, le Maître des Maléfices raconte comment, par jalousie, il a provoqué la mort du père d'Alicia avant d'épouser sa mère. Ils se rendent dans l'ancien laboratoire du Maître des Maléfices mais celui-ci, de mèche avec le Penseur Fou, les piègent. Tandis que la Chose et Spider-Man s'échappent aisément, le Maître des Maléfices se retourne contre le Piégeur Fou lorsque celui-ci s'attaque à Alicia. |                                                                                          |                                              |
| Remarques |                                                                                          |                                              |
| |                                                                                          |                                              |
| 7 | Du rififi dans le temps (A hitch in time)                                                | Mars 1973                                    |
| Après avoir sauvé une jeune fille attaquée par des voyous, Peter Parker croise Thor. Ils sont alors témoins d'un étrange phénomène qui transforme le monde en négatif mais en sont protégés grâce au marteau de Thor. Ce phénomène a été provoqué par un troll nommé Kryllk à l'aide d'un étrange cristal trouvé sur Asgard. Thor et Spider-Man parviennent à déjouer les projets de Kryllk. Le Gardien surgit alors et leur dit que si le continuum temporel avait été manipulé plus longtemps, les conséquences en auraient été catastrophiques. |                                                                                          |                                              |
| |                                                                                          |                                              |
| 8 | Man-Killer frappe à minuit (The Man Killer moves at midnight)                            | Avril 1973                                   |
| La Chatte demande l'aide de Spider-Man pour contrer les visées d'une féministe extrémiste nommée Man-Killer. Celle-ci est dotée d'une force surhumaine grâce à un exosquelette et s'en prend à tous les symboles de la domination masculine. Alors que Spider-Man se bat avec Man-Killer, la Chatte intervient et lui dit que son exosquelette a été financé par une organisation criminelle et qu'elle n'est que le jouet des hommes qu'elle déteste. Anéantie, Man-Killer sombre dans la folie. |                                                                                          |                                              |
| Remarques |                                                                                          |                                              |
| |                                                                                          |                                              |
| 9 | La guerre de demain (The tomorrow war)                                                   | Mai 1973                                     |
| Alors que l'immeuble des Vengeurs est entouré d'un mystérieux champ de force, Spider-Man prête main-forte à Iron-Man pour entrer dans le bâtiment. Ce champ de force a été créé par Zarrko, un homme du XXIIIe siècle, pour attirer leur attention. Il les transporte à son époque pour lutter contre celui qui est responsable des guerres futures et qui a capturé l'équipe des Vengeurs. Spider-Man et Iron-Man découvrent qu'il s'agit de Kang qui les paralyse avant qu'ils aient pu intervenir. Malheureusement, Spider-Man constate qu'ils ont été le jouet de Zarrko qui, grâce à leur diversion, est parvenu à s'emparer de la forteresse de Kang. |                                                                                          |                                              |
| Remarques |                                                                                          |                                              |
| |                                                                                          |                                              |
| 10 | Bombe à retardement (Time bomb)                                                          | Juin 1973                                    |
| Zarrko révèle à Kang qu'il a envoyé trois bombes temporelles au XXe siècle pour faire retourner le monde à l'âge de pierre. Spider-Man parvient à retourner à son époque pour déjouer les plans de Zarrko. Il se retrouve dans le laboratoire de Red Richards et demande de l'aide à la Torche Humaine. Alors que le monde se transforme et retourne vers le passé, ils parviennent à déconnecter les bombes temporelles. La Torche Humaine révèle à Spider-Man que les bombes sont constituées de la même énergie négative que celle qui entoure la demeure secrète des Inhumains. |                                                                                          |                                              |
| Remarques |                                                                                          |                                              |
| Spider-Man vient en aide à un passant attaqué par des voyous. Celui-ci n'est autre que Namor qui se débarrasse rapidement de ses assaillants. Il est à la poursuite du Requin-Tigre qui a assassiné son père. Le Requin-Tigre s'est allié avec le Docteur Dorcas, un savant qui veut créer des chimères génétiques à l'aide du sang de Namor. Spider-Man et Namor découvrent la base sous-marine du Docteur Dorcas. Après un dur combat, ils battent leurs ennemis et s'échappent de la base avant qu'elle n'explose. |                                                                                          |                                              |
| Remarques |                                                                                          |                                              |
| |                                                                                          |                                              |
| 15 | Si ton œil te pousse au péché... (If an eye offend thee...)                              | Novembre 1973                                |
| Pendant la représentation, surgit le Globe, un ennemi de Ghost Rider, qui hypnotise le public. Il enlève Roxanne, la petite amie de Ghost Rider afin qu'il lui cède l'acte de propriété du spectacle. Après une course-poursuite à moto, Spider-Man et Ghost Rider parviennent à délivrer Roxanne des mains du Globe qui meurt en percutant un train. |                                                                                          |                                              |
| Remarques |                                                                                          |                                              |
| |                                                                                          |                                              |
| 16 | Prenez garde au basilic ! (Beware the Basilisk, my son !)                                | Décembre 1973                                |
| Un petit cambrioleur s'empare d'une émeraude exposée dans un musée mais lorsque celle-ci se brise il se transforme en un monstre surpuissant, le Basilic, qui peut pétrifier ce qu'il regarde. Spider-Man l'attaque mais au moment où il va être pétrifié, il est sauvé par Captain Marvel qui metlpha, appartenait aux Krees et qu'il existe une autre pierre, la pierre omega, qu'ils doivent trouver avant le Basilic. Il la retrouve au moment où le Basilic va s'en emparer. Pendant que Spider-Man combat le Basilic, Captain Marvel prend la pierre qui au contact de son énergie kree grossit puis l'engloutit et disparaît. |                                                                                          |                                              |
| Remarques |                                                                                          |                                              |
| |                                                                                          |                                              |
| 17 | Chaos au centre de la Terre (Chaos at the Earth's core)                                  | Janvier 1974                                 |
| Spider-Man se rend chez Red Richards afin qu'il l'aide à retrouver la pierre omega et à délivrer Captain Marvel. Il découvre que celle-ci se trouve au centre de la terre et qu'elle est tombée aux mains de l'Homme-Taupe qui utilise son énergie pour alimenter une machine de destruction. Le Basilic, qui les a suivi, tente également de reprendre la pierre et combat l'Homme-Taupe. Captain Marvel parvient à reprendre sa forme humaine ce qui lui permet d'être libéré de la pierre tandis que Red Richards sabote l'arme de l'Homme-Taupe ce qui provoque l'effondrement de sa caverne dans lequel disparaissent le Basilic, l'Homme-Taupe et la pierre. |                                                                                          |                                              |
| |                                                                                          |                                              |
| 18 |                                                                                          | Février 1974                                 |
| |                                                                                          |                                              |
| Remarques |                                                                                          |                                              |
| Stegron... L'Homme-dinosaure - The coming of...Stegron, the Dinosaur Man |                                                                                          |                                              |
| 19 | Stegron... L'Homme-dinosaure (The coming of...Stegron, the Dinosaur Man)                 | Mars 1974                                    |
| Le Dr Curt Connors demande à Spider-Man de se rendre en Terre sauvage pour venir en aide à son ancien collègue, le Dr Vincent Stegron. En effet, celui-ci a pris le même sérum qui transforma Curt Connors en Lézard afin de devenir un homme-dinosaure. Sur place, Spider-Man reçoit l'aide de Ka-Zar, seigneur de la Terre sauvage mais Stegron s'est déjà transformé et commande aux dinosaures. Il a pour but de partir à la conquête de New York à l'aide d'une plate-forme volante lui permettant de transporter ses dinosaures. Alors que Ka-Zar sauve un village de la charge furieuse de dinosaures, Spider-Man parvient à s'accrocher à la plate-forme qui décolle. |                                                                                          |                                              |
| Remarques |                                                                                          |                                              |
| |                                                                                          |                                              |
| 20 | Des dinosaures sur Broadway (Dinosaurs on Broadway)                                      | Avril 1974                                   |
| Alors qu'ils sont en vue de New York, Spider-Man attaque Stegron sur la plate-forme volante mais celui-ci l'assomme avec sa puissante queue et le jette par-dessus bord. Heureusement, la Panthère Noire, qui avait repéré l'engin volant de la base des Vengeurs, sauve Spider-Man d'une mort certaine. Ils se rendent chez Curt Connors qui cherche, en vain, un sérum pour rendre à Stegron sa forme humaine tandis que Spider-Man améliore son fluide arachnéen pour le rendre plus solide. Ils doivent arrêter leurs expériences lorsque les dinosaures dévastent New York. Spider-Man sauve une Mary jane Watson attirée par la curiosité. Avec la Panthère Noire, ils capturent les dinosaures tandis que Stegron tombe à l'eau et se noie, entraîné au fond par sa lourde queue. |                                                                                          |                                              |
| Remarques |                                                                                          |                                              |
| |                                                                                          |                                              |
| 21 | L'Araignée et l'Alchimiste (The Spider and the Sorcerer)                                 | Mai 1974                                     |
| Spider-Man sauve un homme attaqué par des voyous mais celui-ci n'est autre que le sorcier Xandu. Il met Spider-Man sous son emprise et l'envoie voler un cristal magique chez le Docteur Strange. Toujours sous influence, Spider-Man assomme le Docteur Strange et s'empare du bijou qui permet à Xandu de régénérer son spectre magique. Il envoie les deux héros dans une dimension parallèle où ses pouvoirs sont augmentés. Spider-Man et le Docteur Strange parviennent à le battre. Xandu leur explique qu'il avait besoin de son spectre pour tirer son épouse d'un sommeil éternel mais le Docteur Strange lui apprend que celle-ci est réellement morte et laisse un Xandu dévasté.                                                                                            |                                                                                          |                                              |
| Remarques |                                                                                          |                                              |
| |                                                                                          |                                              |
| 22 | Le messie des machines (The messiah machine)                                             | Juin 1974                                    |
| Œil-de-Faucon demande l'aide de Spider-Man pour attaquer des robots qui volaient du matériel électronique. Ceux-ci ont été construits par Quasimodo, l'ordinateur vivant. Spider-Man et Œil-de-Faucon s'introduisent dans la base secrète de Quasimodo mais ils sont capturés. Ils parviennent à s'échapper et à mettre fin aux projets criminels de Quasimodo qui est victime d'un court-circuit. |                                                                                          |                                              |
| |                                                                                          |                                              |
| 23 |                                                                                          | Juillet 1974                                 |
| |                                                                                          |                                              |
| Remarques |                                                                                          |                                              |
| |                                                                                          |                                              |
| 24 | Moondog est son nom (Moondog is another name for murder)                                 | Août 1974                                    |
| Spider-Man se porte au secours d'une jeune fille attaquée par de mystérieux personnages. Il est sur le point de succomber sous le nombre quand Frère Vaudou surgit de nulle part et met en déroute les assaillants. Il lui explique qu'il est à la poursuite d'un esprit vivant, Moondog le Maléfique. Sa piste les conduit en un lieu où Moondog et ses fidèles s'apprêtent à sacrifier une jeune fille. Spider-Man et Frère Vaudou mettent fin aux agissements de Moondog qui quitte le corps dont il avait pris possession lorsque celui-ci est sur le point d'être tué. |                                                                                          |                                              |
| |                                                                                          |                                              |
| 25 | Un plus un ne font pas trois (Three into two won't go)                                   | Septembre 1974                               |
| Spider-Man attaque le Félin qui lui semble être un voleur mais Daredevil l'en empêche. Il lui explique qu'il filait le Félin venu chercher une rançon. En effet, il est membre du gang des Trois Rénégats et avec ses complices, le Rapace et le Simien, ils ont enlevé la fille d'un milliardaire. Spider-Man et Daredevil parviennent à retrouver les bandits sur les docks. Ils délivrent la jeune fille et livrent les Trois Rénégats à la police. |                                                                                          |                                              |
| Remarques |                                                                                          |                                              |
| |                                                                                          |                                              |
| 26 |                                                                                          | Octobre 1974                                 |
| |                                                                                          |                                              |
| |                                                                                          |                                              |
| 27 | Un ami dans le besoin (A friend in need)                                                 | Novembre 1974                                |
| Le Caméléon, déguisé en Spider-Man, tente de s'introduire dans une prison. Dans sa fuite, il croise Hulk et, sous l'apparence de son ami Rick Jones, le persuade d'attaquer la prison pour délivrer un de ses amis, Joe Cord. Le vrai Spider-Man, qui s'est rendu sur les lieux, tente d'arrêter Hulk mais ne peut l'empêcher de délivrer Joe Cord. Spider-Man retire le masque que portait le Caméléon et démontre ainsi à Hulk qu'il a été trompé. Le Caméléon s'enfuit et Joe Cord est mortellement blessé en prenant une balle destinée au Caméléon. |                                                                                          |                                              |
| Remarques |                                                                                          |                                              |
| |                                                                                          |                                              |
| 28 | Manhattan enlevée (The City stealers)                                                    | Décembre 1974                                |
| New York est soumise à une série de tremblements de terre. Chacun de leur côté, Spider-Man et Hercule enquêtent pour connaître l'origine de ces séismes. Dans le sous-sol de la ville, ils découvrent qu'ils sont dus à des machines qui ont pour but de déplacer l'île de Manhattan en pleine mer. Ceux qui les manipulent menacent ainsi de couler la ville si une rançon ne leur est pas donnée. Spider-Man et Hercule mettent fin à ces coupables agissements et, grâce à sa force colossale, Hercule remet l'île de Manhattan à sa place. |                                                                                          |                                              |
| Remarques |                                                                                          |                                              |
| |                                                                                          |                                              |
| 29 |                                                                                          | Janvier 1975                                 |
| |                                                                                          |                                              |
| |                                                                                          |                                              |
| 30 | Tout ce qui brille n'est pas d'or (All that glitters is not gold)                        | Février 1975                                 |
| |                                                                                          |                                              |
| Remarques |                                                                                          |                                              |
| |                                                                                          |                                              |
| 31 | Le sens de la vie (For a few fists more)                                                 | Mars 1975                                    |
| |                                                                                          |                                              |
| |                                                                                          |                                              |
| 32 |                                                                                          | Avril 1975                                   |
| |                                                                                          |                                              |
| |                                                                                          |                                              |
| 33 | Quelqu'un connaît un certain Homme-Météore ? (Anibody here know a guy called Meteor Man) | Mai 1975                                     |
| |                                                                                          |                                              |
| |                                                                                          |                                              |
| 34 | Mortelle croisade (Beware the death crusade)                                             | Juin 1975                                    |
| |                                                                                          |                                              |
| |                                                                                          |                                              |
| 35 |                                                                                          |                                              |
| |                                                                                          |                                              |
| |                                                                                          |                                              |
| 36 | Il était une fois un château.. (One upon a time, in a castle...)                         | Août 1975                                    |
| |                                                                                          |                                              |
| |                                                                                          |                                              |
| 37 | Où sont les monstres ? (Snow death)                                                      | Septembre 1975                               |
| |                                                                                          |                                              |
| |                                                                                          |                                              |
| 38 | La nuit du Griffo (Night of the Griffin)                                                 | Octobre 1975                                 |
| |                                                                                          |                                              |
| |                                                                                          |                                              |
| 39 | Le piège (Any number can slay)                                                           | Novembre 1975                                |
| |                                                                                          |                                              |
| |                                                                                          |                                              |
| 40 | Tir groupé (Murder's better the second time around)                                      | Décembre 1975                                |
| |                                                                                          |                                              |
| |                                                                                          |                                              |

- Cet article est partiellement ou en totalité issu de l'article intitulé « Liste des épisodes de Spider-Man » (voir la liste des auteurs).